# قاعدة الجهاد في بلاد الرافدين
قاعدة الجهاد في بلاد الرافدين أو القاعدة في العراق أو القاعدة في بلاد الرافدين أو التوحيد والجهاد في بلاد الرافدين هو اسم لتنظيم إسلامي جهادي مسلح يصنفه بعض الجهات والدول على أنه من أخطر الحركات «الإرهابية» في العالم. أسسه أبو مصعب الزرقاوي في العراق والذي قُتل بعد استهدافه بضربة جوية استهدفت المنزل الذي كان يقطن به في محافظة ديالى. ضمَّ التنظيم أفرادًا من مختلف الجنسيات معظمهم من الأفغان العرب وكان اسمه السابق جماعة التوحيد والجهاد إلى أن بايع الزرقاوي أسامة بن لادن الزعيم السابق لشبكة تنظيم القاعدة في العالم. ويعمل هذا التنظيم في العراق تحت مسميات وتشكيلات بل حدث تطور من حيث انضمام الجماعة إلى تشكيل يضم ثماني جماعات عراقية مسلحة ويسمى مجلس شورى المجاهدين في العراق حيثُ تم اختيار أبو عمر البغدادي أميرا للمجلس الجديد.

## الأصل
تأسّست المجموعة على يدِ الأردني أبو مصعب الزرقاوي في عام 1999 تحت اسم جماعة التوحيد والجهاد وهوَ اسم مكوّن من كلمتي التوحيد (في الإسلام) ومنَ الجهاد. بدأت الجماعة هجماتها بالقنابل في العراق اعتبارًا من آب/أغسطس 2003 وذلك بعد خمسة أشهر من غزو التحالف لدولة العراق وما تلا ذلك من حرب. استهدفت الجماعة ممثلي الأمم المتحدة كنوعٍ من الانتقام من الغزو الأجنبي لدولة العراق كما عمدت على استهداف الشيعة وكذَا المؤسسات التابعة لمجلسِ الحُكم العراقي. بعد وقتٍ قصير؛ بايعت الجماعة أسامة بن لادن زعيمُ شبكة تنظيم القاعدة وذلكَ في تشرين الأول/أكتوبر 2004 ثمّ غيّرت اسمها رسميًا إلى تنظيم قاعدة الجهاد في بلاد الرافدين.

## القيادة
بحلول السابع من حزيران/يونيو 2006؛ قُتلَ زعيم تنظيم القاعدة في العراق الزرقاوي ومُستشاره الروحي الشيخ عبد الرحمن خلالَ غارة جوية أمريكية استُعملت فيها 500 رطل (230& كجم) من المتفجرات التي سقطت على منزلٍ بالقرب من بعقوبة. بعد مقتل الزعيم أبو مصعب الزرقاوي، تولى أبو حمزة المهاجر (يُعرف كذلك بأبو أيوب المصري) قيادة الجماعة في الدولة العراقية إلى حين.

## الهدف

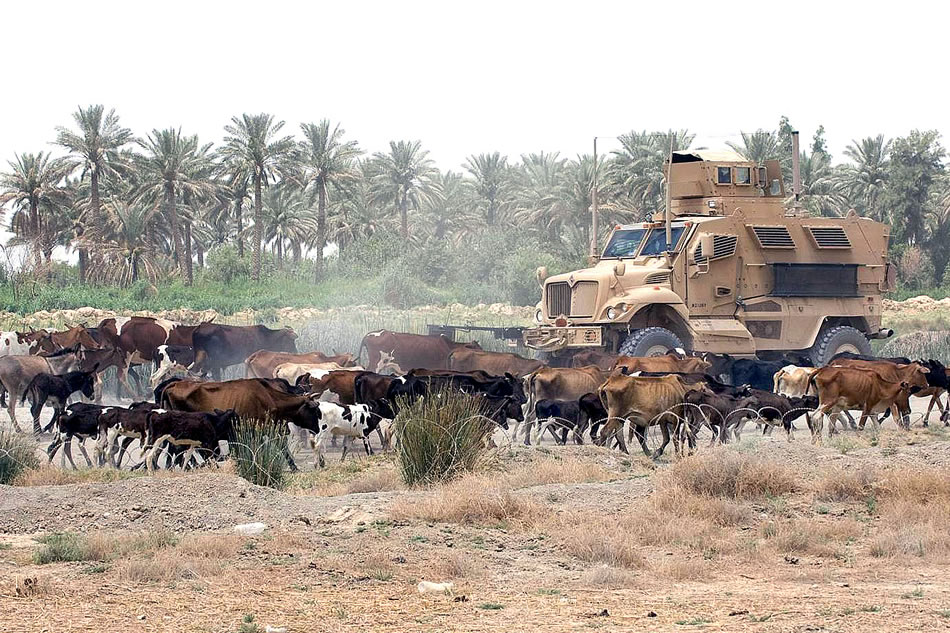
عملية أمريكيّة للحد من نفوذ التنظيم في ديالى سنة 2008

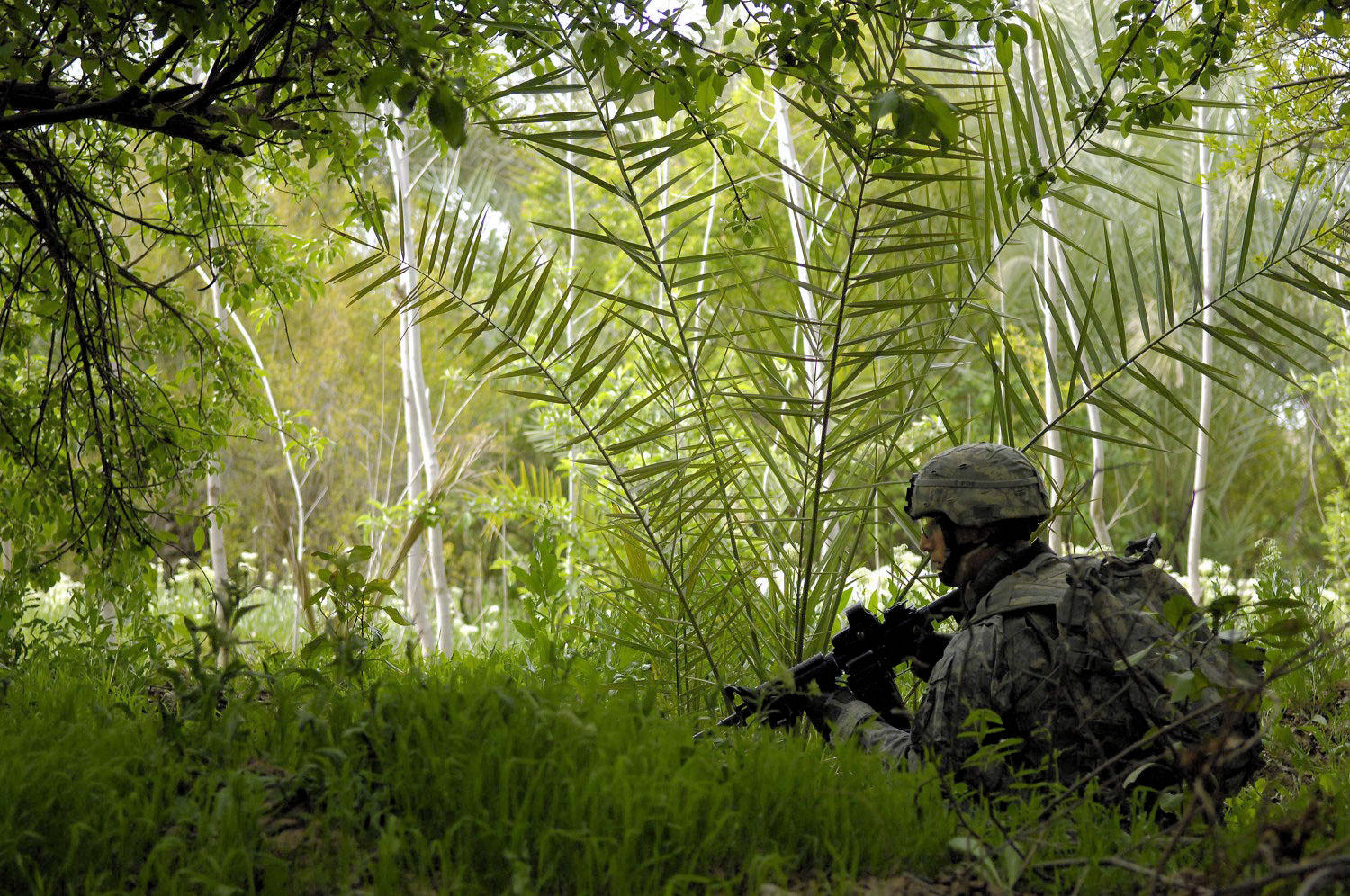
عملية أمريكية في ديالى سنة 2007

كان الهدف المُعلن للتنظيم في بداية الأمر هو مساعدة المقاومة العراقية لمحاربة القوات الأمريكية مما أكسبهم الكثير من التعاطف والدعم في عدّة مناطق عراقية. مع بداية ظهور معالم الحكومة العراقية وبدأ تكوين قوات الجيش والشرطة العراقيين اعتَبر التنظيم جميع السياسيين المشاركين بالحكم «عملاء» وأصبح يستهدف جميع أجهزة الأمن العراقية وصرّح التنظيم أن هدفه هو إقامة دولة تحكم بالشريعة الإسلامية في العراق. كما انه أصبح يستهدف المنظمات الدولية والمقاولين الأجانب وتكفير فئات من الشعب العراقي مثل المدنيين الشيعة الذي وصفهم الزرقاوي بالروافض  قامَ التنظيم المُتطرف بعد ذلك بالكثيرِ من الهَجمات الدامية والتي استهدفتْ أسواق شعبية و مساجد. في المُقابل، اتهم السفير الأمريكي في العراق كريستوفر هيل السعودية بتمويل تنظيم القاعدة والهدف من ذلك زعزعة الحكومة لأسباب طائفية.

## الهجمات

### 2004
في نهاية تشرين الأول/أكتوبر 2004؛ خطفَ تنظيم القاعدة في العراق المواطن الياباني شوسي كودا. في وقتٍ لاحق؛ نشر التنظيم مقطع فيديو على الإنترنت يُطالب فيه دولة اليابان بسحبِ قواتها من العراق في غضون 48 ساعة وإلا فإنّ كودا سيلقى مصير من سبقوه مثلَ بيرغ وبيغلي وغيرهم من «الكفار». رفضت اليابان الامتثال لهذا الطلب؛ فردّ التنظيم من خلال قطعِ رأس شوسي ثم تقطيع جثته التي عُثر عليها في يوم 30 تشرين الأول/أكتوبر. تواصلت عمليّات التنظيم حيثُ أعلنَ مسؤوليته عن هجمات بالسيارات المفخخة في 19 كانون الأول/ديسمبر ضدّ أماكن شيعية مُقدسة في النجف وكربلاء مما تسبب في مقتل 60 شخصًا على الأقل.

### 2005
حسب بعض الوثائق التي عثرت عليها وزراة الداخليّة عام 2008؛ فإنّ تنظيم القاعدة في العراق قد بدأ في عام 2005 منهجية قتل أفراد العشائر العراقية والمتمردين أينما كانوا. بشكلٍ عام؛ هذه قائمة الهجمات التي نفذها في عام 2005:
- 30 كانون الثاني/يناير: شنّ تنظيم القاعدة في العراق هجمات على الناخبين خلال الانتخابات التشريعية العراقية في كانون الثاني/يناير.[14] خلالَ هذهِ الهجمات المسلحة؛ قُتل 44 شخصٌ على الرغم من أنّ بعض الهجمات قد نفذت من قبل مجموعات أخرى. في هذا السياق؛ علّق أبو مصعب الزرقاوي قائلًا: «لقد أعلنا حربا شرسة على هذا الشر ألا وهوَ مبدأ الديمقراطية.»
- 28 شباط/فبراير: استهدفت سيارة مُفخّخة في جنوب مدينة الحلة تجمعًا للشرطة والحرس الوطني العراقي مما تسبب في مقتل 125 شخصا.
- 2 نيسان/أبريل: شنّت الجماعة هجومًا انتحاريًا استهدفَ سجن أبو غريب.
- 7 أيار/مايو: استهدفت سيارتان مفخختان في بغداد شركة أمن أمريكية مما تسبب في مقتل 22 شخصًا بما في ذلك اثنين من الأمريكيين.
- 6 يوليو/تموز: أعلنَ تنظيم القاعدة في العراق مسؤوليتهُ عن اختطاف وإعدام السفير المصري في العراق إيهاب الشريف.[15][16] في رسالة نُشرت على الإنترنت؛ قالَ الزرقاوي: «قرّرت المحكمة الإسلامية في تنظيم القاعدة في أرض الرافدين إحالة سفير دولة مصر حليف اليهود والمسيحيين إلى المجاهدين من أجل تنفيذ الحكم الصائب في حقّه.[17]»
- 15 - 17 تموز/يوليو: حصلت سلسلة من الهجمات الانتحارية التي خلّفت 150 قتيلا و260 جريحا. ادعى تنظيم القاعدة في العراق أن التفجيرات كانت جزءا من حملة للسيطرة على العاصِمة بغداد.[18]
- 19 آب/أغسطس: تسبب هجوم صاروخي استهدفَ مدينة العقبة في الأردن مما تسبب في مقتل جندي هناك.
- 14 أيلول/سبتمبر: أعلنَ تنظيم القاعدة في العراق مسؤوليته عن سلسلة من أكثر من عشرة تفجيرات في بغداد أسفرت عن مقتل نحو 160 شخصا معظمهم من الشيعة العاطلين عن العمل.[19] حينَها أعلنَ الزرقاوي «حربًا شاملة» على الشيعة والقوات العراقية وكذا القوات الحكومية.
- 16 أيلول/سبتمبر: تسبب هجوم انتحاري داخل مسجد شيعي على بعد 200 كم شمال بغداد في مقتل 13 من المصلين.
- 24 تشرين الأول/أكتوبر: تبنى تنظيم القاعدة في العراق مجموعة منَ الهجمات الانتحارية التي استهدفت فندق عشتار وفندق فلسطين في بغداد في تشرين الأول/أكتوبر.
- 9 تشرين الثاني/نوفمبر: تسبب ثلاث هجمات بالقنابل في العاصمة الأردنية عمان في مقتل 60 شخصًا.
- 18 تشرين الثاني/نوفمبر: أعلنَ تنظيم القاعدة في العراق مسؤوليته عن سلسلة من الهجمات التي استهدفت مساجد للشيعة في مدينة خانقين مما تسبّب في مقتل 74 شخصًا على الأقل.

### 2006
- 5 كانون الثاني/يناير: تبنى التنظيم عددًا من التفجيرات التي استهدفت المدنيين الشيعة في كربلاء والرمادي. بعضُ هذه الهجمات استهدفت مزار ديني ومركز للشرطة مما خلّف الكثير من الضحايا.[20] حالُ ضريح الإمامين علي الهادي والحسن العسكري واحدٌ من أقدس الأماكن لدى الشيعة بعد تفجيرهِ عام 2006 من قِبل تنظيم القاعدة في العراق

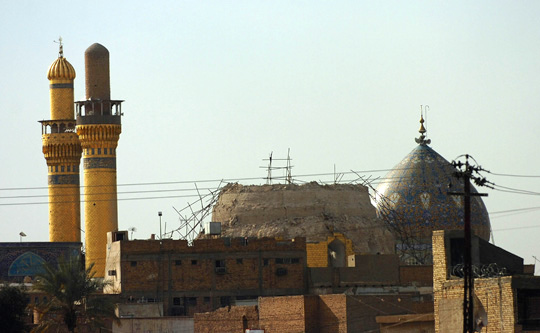
حالُ ضريح الإمامين علي الهادي والحسن العسكري واحدٌ من أقدس الأماكن لدى الشيعة بعد تفجيرهِ عام 2006 من قِبل تنظيم القاعدة في العراق

- 22 شباط/فبراير: فجّر فرع تنظيم القاعدة في العِراق ضريح الإمامين علي الهادي والحسن العسكري مما تسبب في سقوط عدد من الضحايا وتدمير الثرات المادي للشيعة.[21]
- 3 حزيران/يونيو: خطفَ تنظيم القاعدة في العراق أربعة من الدبلوماسيين الروس في العراق ثم قتلهم في وقتٍ لاحق.
- 16 حزيران/يونيو: هاجم التنظيم كمين تفتيش أمريكي مما تسبب في مقتل جندي أمريكي فضلًا عن اختطاف اثنين آخرين. في اليوم التالي؛ أكّد مجلس شورى المجاهدين ذبح المُختطفين الاثنيين. بعد ثلاثة أسابيع؛ أصدرَ التنظيم شريط فيديو يَظهر فيه جثة الجنديين الأمريكيين مشوهة وذلكَ انتقامًا لاغتصاب وقتل فتاة عراقية في آذار/مارس 2006 من قبل جنود الولايات المتحدة. في خريف عام 2006؛ سيطرَ تنظيم القاعدة في العراق مدينة بعقوبة عاصمة محافظة ديالى قبل آذار/مارس 2007 ثم سرعان ما أعلنَ تنظيم دولة العراق الإسلامية بعقوبة عاصمة له.[22]
- وجدت الولايات المتحدة أنّ تنظيم القاعدة متورط في موجة التفجيرات التي استهدفت العراق في تشرين الأول/أكتوبر 2006–يونيو/حزيران 2007 بغاز الكلور مما أثر على مئات من الناس غالبيتهم من المدنيين.[23]

## الصراع بين تنظيم القاعدة في العراق وغيره من الجماعات العراقية السنية
في الفترة ما بين أيلول/سبتمبر–تشرين الأول/أكتوبر 2005؛ ظهرت بوادر انقسام بينَ الثوار من سُنّة العراق والذين أرادوا النفوذ السني في السياسة واستعادة الدولة من يدِ الشيعة ومن يدِ إيران. صوّت غالبيةُ السنة في 15 تشرين الأول/أكتوبر 2005 بلا ضدّ الاستفتاء على الدستور. في المقابل؛ ظهر الزرقاوي وأعلن نيتهُ إقامة دولة دينية ثمّ هدد بقتل أولئك الذين شاركوا في العملية السياسية وخاصّة الشيعة والأكراد بما في ذلك أولئك الذين يريدون المشاركة في هذا الاستفتاء.
ابتداءًا من منتصف عام 2006؛ طُرد مقاتلو تنظيم القاعدة في العراق من معاقلهم في المناطق الريفية في محافظة الأنبار وبخاصّة في الفلوجة والقائم على يدِ زعماء القبائل مما كان يوحي باندلاع حرب مفتوحة بين الطرفين عمّا قريب. يرى التنظيم المُتشدد أنّ هذه الحملة قد تمّت بمساعدة الحكومة العراقية التي قدّمت الهدايا النقدية ودفعت رواتب شيوخ القبائل والتي تصلُ إلى 5000 دولار أمريكي شهريًا. بحلول أيلول/سبتمبر 2006؛ شكّلت 30 قبيلة في محافظة الأنبار تحالفًا سُميّ «صحوة الأنبار» وذلك بهدفِ محاربة تنظيم القاعدة في العراق.

## مجلس شورى المجاهدين
فشلت جهود تنظيم القاعدة في العراق في تجنيد القوميين السنة والجماعات العلمانية وذلك بعد تدخل الأصوليين على الخط ورفض أعمال التنظيم. بحلول كانون الثاني/يناير عام 2006؛ أنشأ التنظيم منظمة مظلة حملت اسمَ مجلس شورى المجاهدين وذلكَ في محاولة منه لتوحيد الثوار من أهل السنة والجماعة في العراق.

### تزايد قوّة تنظيم القاعدة في العراق
حسب بعض وسائل الإعلام الغربية؛ فإنّ المقاتلونَ الأجانب قد واصلوا تدفقهم إلى العِراق من أجل الالتحاق بصفوص تنظيم القاعدة هناك. حسب تقرير أجهزة الاستخبارات الأمريكية في آب/أغسطس 2006؛ فإنّ الأقلية السنية قد عانت بسبب الهجمات المُتكررة للشيعة واستهداف هذه الأخيرة المُتزايد للقادة الدينيين والسياسيين من أهل السنة والجماعة. في سبيل الدفاع عن نفسهم والكفاح من أجل البقاء على قيد الحياة وفي نفسِ الوقت محاولة تفادي المذابح التي تقومُ بها الأغلبية الشيعية؛ اعتمدَ أهل السنة بشكلٍ متزايدٍ على تنظيم القاعدة في العراق باعتباره الأمل الوحيد ضد الهيمنة الإيرانية المتزايدة في جميع أنحاء بغداد. أمّا في غرب العراق؛ فقد كانَ تنظيم القاعدة قويًا ومستقلًا بذاته وبالتالي فإنّ موت زعيمه الزرقاوي في حزيران/يونيو 2006 لم يكن له أي تأثير يذكر على هيكل أو قدرات التنظيم الذي كان يعتمدُ بالأساس على تجارة النفط غير المشروعة والتي وفرت لهُ الملايين من الدولارات. في الأنبار؛ تفكّكت معظم المؤسسات الحكومية قبلَ آب/أغسطس 2006 مما مكّنَ تنظيم القاعدة في العراق منَ الهيمنة بواقع أزيد من 1000 عضو حسب التقارير المخابراتية الأمريكية.

## انتقادات منَ الظواهري
اعترضت الاستخبارات الأمريكية في تشرين الأول/أكتوبر 2005 رسالة زعمت أنّها من أيمن الظواهري زعيم تنظيم القاعدة والتي ينتقدُ فيهَا تكتيكات القاعدة في العراق خلال الهجمات أو العمليات الانتحارية كما ركّز الظواهري –حسب زعم الاستخبارات الأمريكية– على قضيّة مهاجمة الشيعة في العراق. لكن وفي المُقابل فقد انتشر فيديو على الشبكة العنكبوتية في كانون الأول/ديسمبر 2007 يظهرُ فيه الظواهري مدافعًا عن تنظيم القاعدة في العراق ولكنه نأى بنفسه عن الجرائم ضد المدنيين والتي حمّل مسؤوليتها شلّة من «المنافقين والخونة» الموجودون في صفوف القاعدة في العراق.

### الحرب ضدّ الولايات المتحدة
في تشرين الثاني/نوفمبر 2004؛ كانت شبكة الزرقاوي الهدف الرئيسي من معركة الفلوجة الثانية في مدينة الفلوجة ولكن القيادة تمكنت من الهروب من الحصار الأمريكي وما تلاه من اقتحام للمدينة.
في صباح السابع من يونيو/حزيران 2006؛ أعلن رئيس الحكومة العراقية نوري المالكي عن مقتل زعيم تنظيم القاعدة في العراق أبو مصعب الزرقاوي والذي تصنفه السلطات العراقية على أنه تنظيم إرهابي في غارة أمريكية. وصف الرئيس الأميركي جورج دبليو بوش مقتل الزرقاوي «بأنه ضربة قوية لتنظيم القاعدة» معتبرًا أنه واجه المصير الذي يستحقه بعد «العمليات الإرهابية» التي نفذها في العراق. كما اعتبر وزير الدفاع الأميركي وقتها دونالد رامسفيلد أن مقتل الزرقاوي هو «انتصار مهم» في الحرب على الإرهاب، لكنه عاد وقال إنه «بالنظر إلى طبيعة الشبكات الإرهابية فإن مقتل الزرقاوي لا يضع رغم أهميته نهاية لكل أعمال العنف في ذلك البلد.»

## دولة العراق الإسلامية
في 13 تشرين الأول/أكتوبر 2006؛ أعلنَ مجلس شورى المجاهدين عن تأسيس دولة العراق الإسلامية والتي ضمّت حينَها 6 محافظات عراقية: بغداد، الأنبار، ديالى، كركوك، صلاح الدين، نينوى وأجزاء أخرى من محافظة بابل كما تمّ تعيين أبو عمر البغدادي في منصب أمير المنظمة الجديدة. إبّان توليه هذا المنصب؛ خرجَ أبو عمر ببيانٍ قال فيه: «إن شاء الله سنضع قانون الشريعة هنا وسنقاتل الأمريكان» وحث المجلس على زعماء القبائل السنية على الانضمام إلى الدولة الإسلامية وذلك من أجل «حماية ديننا وشعبنا ومنع الفتنة التي تتسببُ في إراقة الدماء وحتّى لا تضيعَ تضحيات شهدائنا.» عقب هذا الإعلان؛ شاركَ عشرات المسلحين في العروض العسكرية في الرمادي وغيرها من مدن محافظة الأنبار للاحتفال.
في نوفمبر/تشرين الثاني؛ صدرَ بيان من قبل أبو أيوب المصري زعيم مجلس شورى المجاهدين الذي يُعلن فيه حلّ المجلس لصالح دولة العراق الإسلامية. وفي نيسان/أبريل من عام 2007؛ حصلَ أبو أيوب المصري على رتبة وزير حرب داخل دولة العراق الإسلامية.

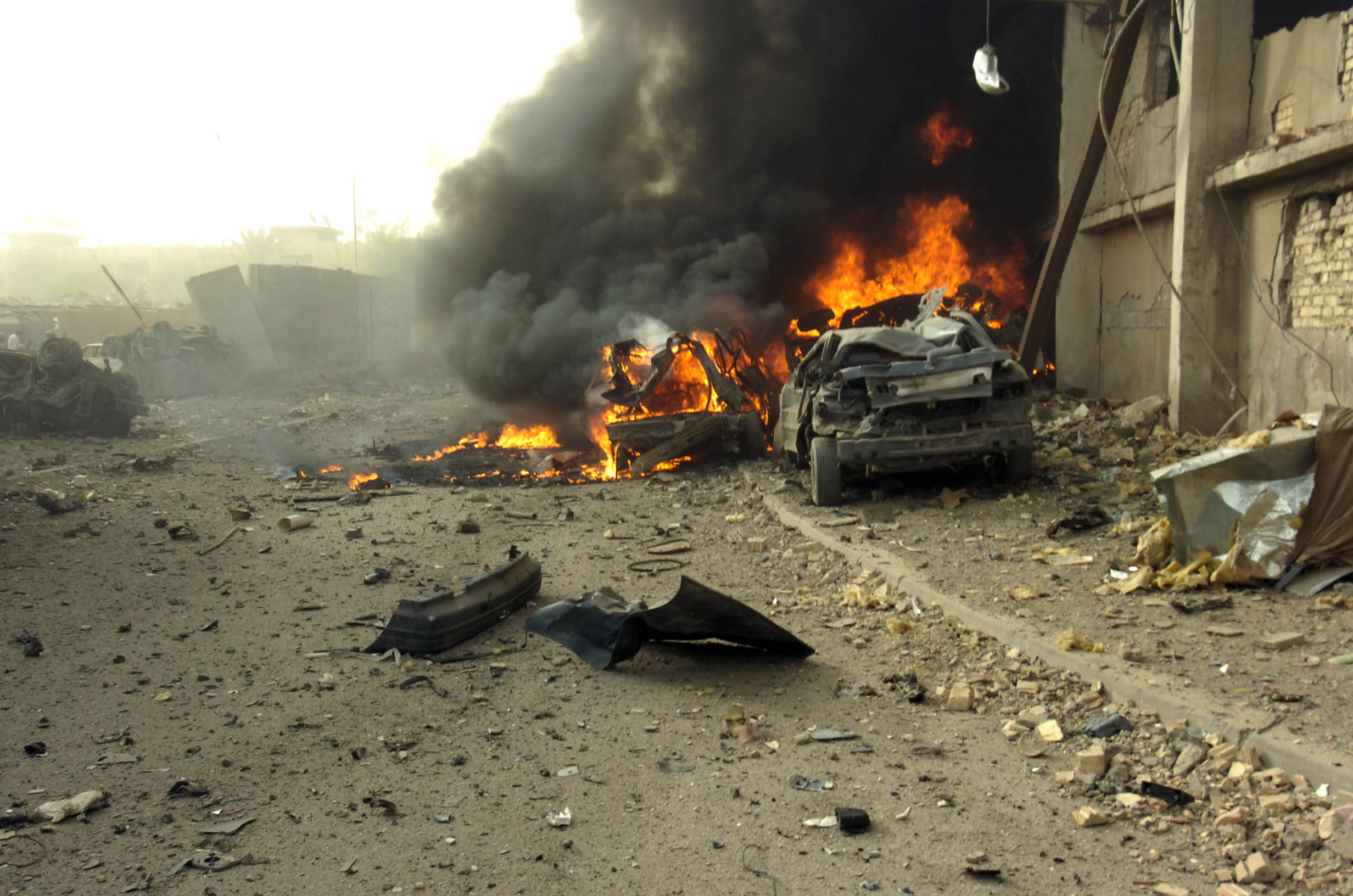
السيارة المفخخة إحدى أساليب وأشكال الهجوم في العراق منذ غزوه عام 2003 وحتّى اليوم

وفقا لتقرير نشرتهُ وكالات الاستخبارات الأميركية في أيار/مايو 2007 فإنّ دولة العِراق الإسلاميّة قد خططت للاستيلاء على السلطة في المناطق الوسطى والغربية من البلاد وتحويلها إلى خلافة إسلامية.

## عمليات خارج العراق
في الثالث من كانون الأول/ديسمبر 2004؛ حاولَ تنظيم القاعدة في العراق تفجير معبر حدودي بينَ العراق نفسها ودولة الأردن لكنّه فشل في ذلك. بحلول عام 2006؛ حكمت محكمة أردنية على الزرقاوي واثنين من رفاقه بالإعدام خلال محاكمة غيابية وذلك بتهمة المُشاركة في تنفيذ مؤامرة ضد المملكة الهاشميّة. تبنى تنظيم القاعدة في العراق ثلاث هجمات خارج العراق في عام 2005؛ الأكثر دموية كان التفجير الانتحاري الذي استهدف العاصمة عَمّان والذي أودى بحياة 60 شخصًا في التاسع من تشرين الثاني/نوفمبر 2005. أعلن التنظيم كذلك مسؤوليتهُ عن الهجمات الصاروخية التي استهدفت سفينة يو إس إس الأمريكية كما استهدفت مدينة إيلات في فلسطين المحتلّة من قِبل إسرائيل هذا فضلًا عن إطلاقه لعدد منَ الصواريخ على هذه الأخيرة من دولة لبنان في كانون الأول/ديسمبر 2005. تبنى التنظيم أيضًا تفجيرات شرم الشيخ عام 2005 في مصر والتي أسفرت عن مقتل 88 شخصًا معظمهم من السياح الأجانب.
من جهة أخرى؛ عمل التنظيم على كسب أتباع له مثلَ مجموعة فتح الإسلام الفلسطينية-اللبنانية والتي هُزمت على يدِ قوات الحكومة اللبنانية خلال الصراع في شمال لبنان 2007. ارتبطَ التنظيم كذلك بمجموعة صغيرة تابعة له في سوريا حملت اسم جماعة التوحيد والجهاد في سوريا، فضلًا عن جماعة التوحيد والجِهاد في غزّة.